# Каплиця святих Отиліі та Люції (Вількув)
Каплиця святих Отілії та Люції (пол. Kaplica św. Otylii i św. Łucji) — католицький храм, який знаходиться в селі Вількув гміни Коцмижув-Любожиця Краківського повіту, Малопольське воєводство, Польща. Каплиця внесена до Реєстру пам'яток Малопольського воєводства (Польща) та входить до переліку об'єктів туристичного маршруту «Шлях дерев'яної архітектури».

## Історія та опис
Каплиця є філіальним храмом Вількувської католицької парафії і входить до складу Краківської архідієцезії. Освячена на честь святих Люції і Отилії.
Дана культова споруда була побудована в XVII столітті, коли село Вількув знаходилося у власності абатства Бенедиктинців (Тинець).
Дерев'яна каплиця побудована на кам'яному фундаменті. Дах, увінчаний невеликою дзвіницею, вкритий ґонтом. У внутрішньому просторі каплиці знаходяться по-багатому прикрашені хори з різьбленими дерев'яними елементами. Дерев'яний вівтар з елементами бароко вкритий позолотою. У центрі вівтаря розміщена ікона, на якій зображена свята Отилія, а перед нею на колінах стоїть бенедиктинець.
23 квітня 1977 року каплиця була внесена до Реєстру пам'яток Малопольського воєводства (Польща), які охороняються державою (№ А-443).